# Schloss Haunkenzell

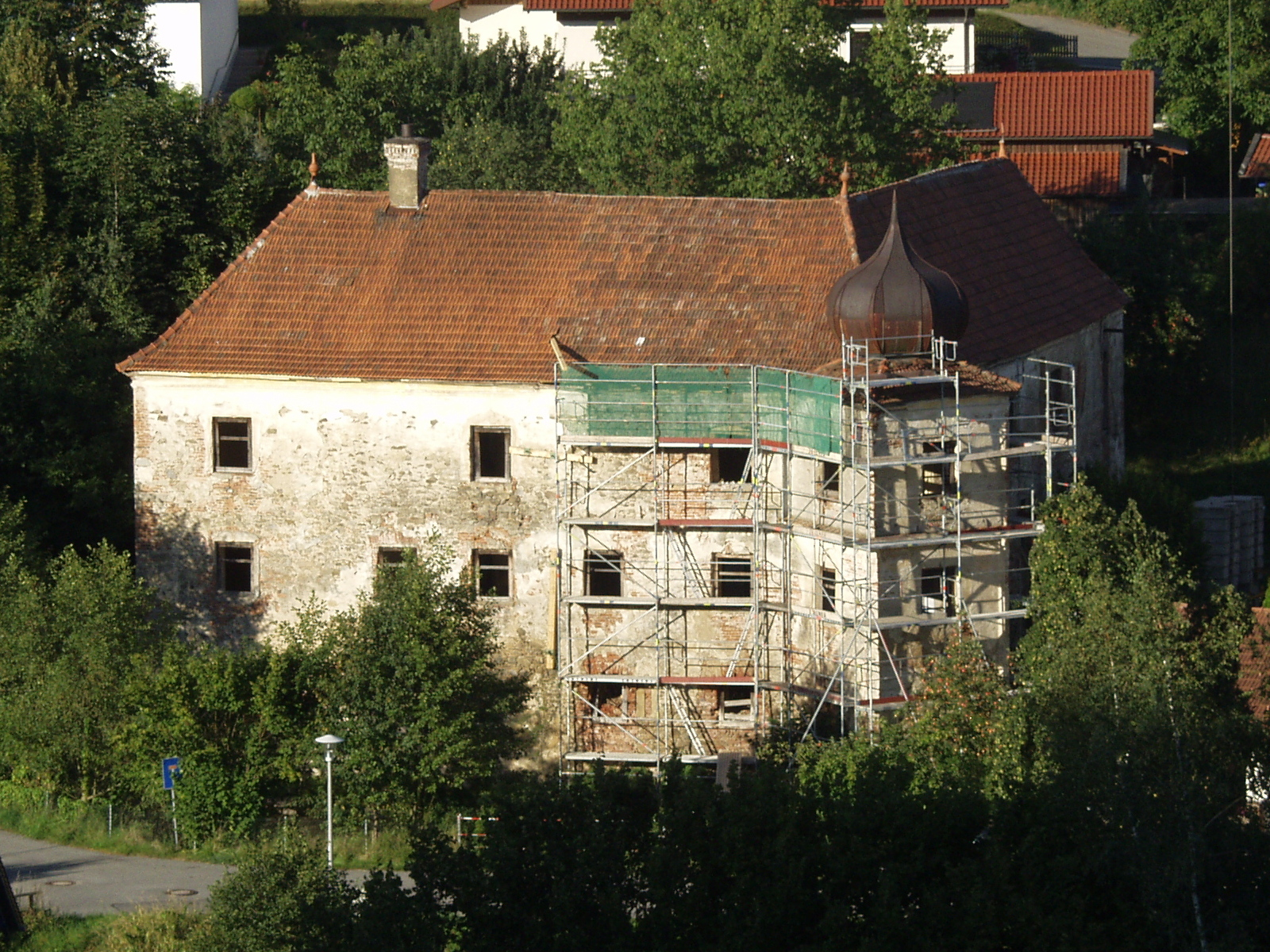
Schloss Haunkenzell 2011

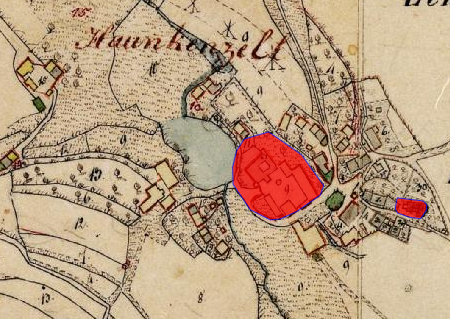
Lageplan von Schloss Haunkenzell auf dem Urkataster von Bayern

Das Schloss Haunkenzell ist ein Baudenkmal im Kirchdorf Haunkenzell der niederbayerischen Gemeinde Rattiszell im Landkreis Straubing-Bogen. Es ist unter der Aktennummer D-2-78-179-19 als Baudenkmal verzeichnet. Die Anlage wird ferner als Bodendenkmal unter der Aktennummer D-2-6941-0003 als „untertägige mittelalterliche und frühneuzeitliche Befunde im Bereich des Schlosses Haunkenzell samt Vorgängerbauten und abgegangener Schlosskapelle“ geführt.

## Lage
Das im 16. Jahrhundert erbaute ehemalige Wasserschloss liegt im Westen des Ortes an einem vom Haunkenzeller Bach gespeisten Weiher.

## Geschichte
Im 18. Jahrhundert gehörte das Schloss nacheinander den Dürnitz, den Asch und schließlich den Poißl (bis 1828).
Am 15. Februar 1783 wurde auf Schloss Haunkenzell der als Komponist berühmt gewordene Johann Nepomuk von Poißl geboren. Seine Eltern waren Johann Nepomuk von Poyßl und Anna Maria von Poyßl, geborene Schüoff von Wildenwart.
1833 wurde der Besitz geteilt und das Schloss und die aufgeteilten Schlossgrundstücke kamen in bäuerlichen Besitz. Bis 1964 wurde die Schlossanlage landwirtschaftlich genutzt. Danach erwarb es ein Ortsfremder mit dem Versprechen, daraus einen Fremdenverkehrsbetrieb und ein Bauernmuseum zu machen. Tatsächlich geschah aber nichts, und so wurde das Wasserschloss immer mehr zur Ruine. Heute ist das Schloss im Besitz der Familie Hilmer aus Haunkenzell, die sich um den Erhalt bemüht.

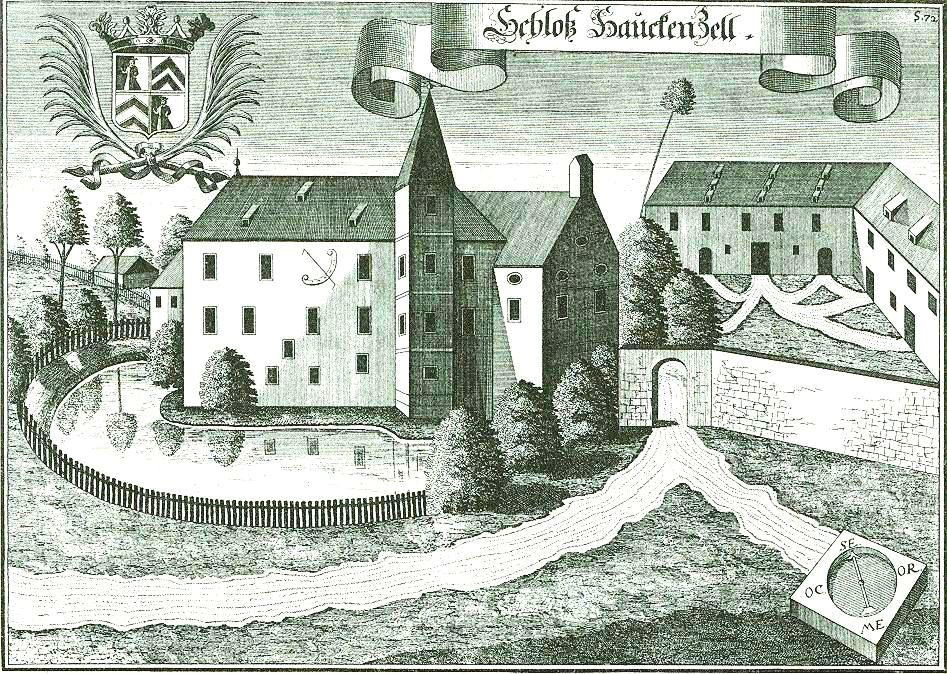
Schloss Haunkenzell nach einem Stich von Michael Wening von 1721

## Schloss Haunkenzell einst und jetzt
Das Schloss wurde im 16. Jahrhundert erbaut und im 17. und 18. Jahrhundert umgestaltet. Ein Stich von Michael Wening von 1721 zeigt es noch als Wasserschloss. Das dreigeschossige Gebäude besitzt einen über das Dach hinausragenden und mit einem Spitzdach gedeckten Turm sowie eine Sonnenuhr. Im oberen Teil der Hausmauer auf der Ostseite sind Ochsenaugen und im Dach sind einige Gauben zu erkennen. Die Anlage ist durch eine einfache Mauer und einen Wassergraben geschützt. In dem Schlossensemble gibt es noch diverse Wirtschaftsgebäude.
Etliche Gebäudeteile wurden zusammen mit den Ecktürmen und der Schlosskapelle schon im 19. Jahrhundert abgerissen; die beiden verbliebenen dreigeschossigen Schlossflügel wurden im Erdgeschoss landwirtschaftlich genutzt. Der nordöstliche Gebäudeteil ist durch einen Einsturz abgegangen.
Heute ist das ehemalige Schloss noch als hakenförmiger Bau der ehemaligen Vierflügelanlage erhalten. Das Gebäude ist mit einem Walmdach gedeckt; es besitzt einen Torturm und einen Eckturm, nun mit einer Zwiebelhaube. Reste des ehemaligen Schlossweihers sind noch vorhanden. Durch Notsicherungsmaßnahmen wurde das Schloss von der Familie Alfred und Elfriede Hilmer mit Hilfe des Landesamtes für Denkmalpflege vor weiterer Zerstörung gerettet.